# Neoterebra panamensis
Neoterebra panamensis é uma espécie de gastrópode do gênero Neoterebra, pertencente a família Terebridae.